# Slag bij Varese
De Slag bij Varese was een veldslag die plaatsvond op 26 mei 1859 en onderdeel was van de Tweede Italiaanse Onafhankelijkheidsoorlog. Een Sardijns vrijwilligerskorps onder leiding van Giuseppe Garibaldi versloeg het Oostenrijkse leger. Hoewel Frankrijk in deze oorlog een bondgenoot was van Piëmont-Sardinië, namen er aan deze veldslag geen Franse troepen deel.

## Verloop van de veldslag
In de nacht van 23 mei 1859 poogde Giuseppe Garibaldi en zijn Sardijns vrijwilligerskorps de stad Varese te bezetten. De Oostenrijkse veldmaarschalk Ferencz Gyulai stuurde hierop een divisie naar de stad om het Sardijns vrijwilligerskorps een halt toe te roepen.
In de namiddag van 26 mei bereikte de divisie van luitenant-maarschalk Karl von Urban de stad. Garibaldi bereidde zich voor op een confrontatie. Zijn vrijwilligerskorps was ingedeeld in een eerste bataljon onder leiding van Enrico Cosenz op rechts, twee bataljons op links onder leiding van Giacomo Medici, een centraal bataljon onder leiding van Nicola Ardoino en twee reservebataljons: een in Varese onder leiding van Nino Bixio en een in de wijk Biumo Superiore.
De Oostenrijkers openden het vuur en zetten onmiddellijk drie colonnes in. Het bataljon onder leiding van Cosenz ging in de tegenaanval en wist, met behulp van het bataljon van Medici, de Oostenrijkse aanval af te slaan. Von Urban trok hierop zijn troepen terug richting Malnate. Gedurende hun aftocht werden ze weerom aangevallen, door de bataljons van Medici en Ardoino.
Onder de gesneuvelden van het vrijwilligerskorps bevond zich Ernesto Cairoli, de eerste van de vier gebroeders Cairoli die zouden sneuvelen in de Tweede Italiaanse Onafhankelijkheidsoorlog.
Op 31 mei werd Varese alsnog heroverd door de Oostenrijkers.